# غودزيلا
غودزيلا (بالإنجليزية: Godzilla)‏ (باليابانية: ゴジラ) قوجيرا هو وحش عملاق خيالي أو دايكايجو ظهر في سلسلة الأفلام اليابانية التي تحمل نفس الاسم غودزيلا. أول ظهور له كان في فيلم غودزيلا للمخرج الياباني إيتشيرو هوندا عام 1954. منذ ذلك الحين أصبح غودزيلا شخصية مشهورة في جميع أنحاء العالم حيث ظهر في 28 فيلما من إنتاج شركة توهو. ظهر أيضا في العديد من ألعاب الفيديو، الروايات، الكتب المصورة والمسلسلات التلفزيونية. كما ظهر في الفيلم الأمريكي غودزيلا الذي أنتجته تري ستار بيكتشرز عام 1998، ثم ظهر في النسخة الأمريكية الثانية الذي أنتجته ليجنداري بيكتشرز في 2014. عادة يطلق عليه ملك الوحوش. 

كان الهجوم النووي على هيروشيما وناجازاكي الملهم لظهور شخصية غودزيلا حيث يرمز للأسلحة النووية. في بعض الأفلام كان يظهر غودزيلا كبطل وفي البعض الآخر كان يظهر كوحش مدمر يشكل خطرا على الإنسانية.

## التسمية
قوجيرا (ゴジラ) هو لفظ منحوت للكلمات اليابانية: قوريرا (ゴリラ) التي تعني غوريلا وكوجيرا (鯨（クジラ）) والتي تعني حوت، أثناء مرحلة التخطيط وصف غودزيلا بأنه «خليط بين الغوريلا والحوت» في إشارة إلى حجمه وقوته المائية الأصل.